# Union sportive monastirienne (football)
Maillots
Actualités
L'Union sportive monastirienne (arabe : الاتحاد الرياضي المنستيري), plus couramment abrégée en US Monastir, est un club tunisien de football dont la fondation remonte à 1923 sous le nom de Ruspina Sports et basé dans la ville de Monastir.
La section football du club omnisports de l'Union sportive monastirienne évolue en Ligue I en 2024-2025.

## Histoire

### De Ruspina à Monastir
L'Union sportive monastirienne est certainement l'une des plus anciennes associations sportives de Tunisie. Bien qu'elle soit officiellement née le 13 juin 1942, date de la publication au journal officiel du décret de sa création, sa naissance remonte au 17 mars 1923, date de la fondation de la société Ruspina Sports. L'USM se situe ainsi dans le prolongement de Ruspina Sports au niveau de l'équipe dirigeante, dont bon nombre des membres sont reconduits à la direction de l'USM, mais également au niveau des joueurs dont certains ne se sont aperçus du changement de nom que quelques mois plus tard.
Parmi les joueurs qui font partie de cette première vague des années 1930, on peut citer Hédi Bourguiba, Hassine Guedira, Ali Ouerdani, Hamadi Gouider, Sadek Allègue, Ali El May, Mohamed Guilène, Fredj Jaâffar et Hassine R'him. Le comité directeur, quant à lui, est présidé par Mohamed Salah Sayadi (maire de Monastir et membre du Grand Conseil).
Les sports pratiqués à l'époque sont principalement le football, le tir et la préparation aux examens du brevet de préparation militaire élémentaire. La pratique de ces disciplines au sein de la société Ruspina Sports n'exclut pas l'existence d'autres activités sportives dans le cadre d'autres associations telles La Boule Monastirienne ou encore le Tennis Club de Monastir.
À la fin des années 1930, Ruspina Sports connaît d'innombrables difficultés financières et une suite de disgrâces au sein du grand public qui, loin d'être insensible aux méfaits du colonialisme, s'engage résolument contre lui par la création d'équipes de quartiers. Au moment même où Ruspina Sports périclite, des voix s'élèvent pour unifier les autres équipes et créer une sorte de sélection unique.
Mustapha Ben Jannet, nationaliste et footballeur aguerri, lutte également contre le clanisme étriqué et plaide pour une seule et unique association sportive. Le choix du terme « union » n'est pas fortuit. Bien au contraire, il traduit cette volonté de présenter une équipe soudée et homogène. Le 13 juin 1942, le décret de création de l'USM est signé et la nouvelle association hérite du solde créditeur de Ruspina Sports soit Modèle:Unité:5395.
Contrainte, dès sa création, au repos pour cause de Seconde Guerre mondiale, l'USM organise des rencontres amicales avec les équipes de Mahdia et l'Étoile sportive du Sahel (ESS), basé à Sousse, ville qui est durement touchée par les bombardements de 1942. Venant en aide à sa voisine, l'USM supporte les frais de déplacement de l'ESS dont le montant s'élève à 2 000 tunisienfrancs en 1945 et que l'ESS rembourse en 1954. Si la fin de la guerre coïncide avec un regain d'intérêt et l'engouement des Monastiriens pour le football, l'USM comptant plus de cent joueurs dont la moitié évoluant dans l'équipe senior et la seconde moitié dans les catégories juniors, les années suivantes seront plus difficiles.
L'USM, qui avait troqué la tenue bleue et blanc en remplacement de celui de Ruspina Sports, commence à s'épanouir en faisant le bonheur des milliers de spectateurs qui, avec l'indépendance du pays en 1956 et l'avènement du régime républicain, vont assister à la métamorphose de leur équipe.

### Indépendance de la Tunisie comme catalyseur
Avec l'indépendance de la Tunisie, l'USM connaît un tournant grâce à l'intérêt que porte Habib Bourguiba, premier président de la République tunisienne, à sa ville natale de Monastir et à l'équipe qu'il n'a cessée de soutenir. Déjà au cours de la saison 1957-1958, le registre de la comptabilité fait état d'un don de quinze dinars de la part de Bourguiba, ce don passe à 200 dinars au cours de la saison 1959-1960. Mais cet apport matériel ne représente rien devant le soutien moral qu'apporte Bourguiba par sa présence à des matchs ou à des simples entraînements de l'USM à la fin desquels le chef de l'État n'hésite pas à poser avec les joueurs pour une photo souvenir.

Pour Mahmoud Chaouch, qui préside aux destinés de l'USM au cours de la saison 1962-1963 : 
« Jamais l'USM n'a connu des moments plus exaltants que ceux ayant suivi l'indépendance du pays. Combien de rencontres ont été rehaussées par la présence du chef de l'État en personne sans que ces matchs soient des finales de coupe ou ayant un enjeu sur le championnat ? Combien de fois le président de la république a fait don de sommes non négligeables au profit de l'association sans compter les stages de tous les joueurs à l’étranger ?[réf. nécessaire] »
Sur le terrain, l'USM ne remporte toutefois pas de titres ni en coupe de Tunisie ni en championnat. À chaque fois, l'USM revient à la charge et, après ses relégations successives, remonte en nationale A. C'est au cours de la saison 1961-1962 que l'USM accède pour la première fois en division nationale après avoir passé deux saisons en troisième division (1957-1958 et 1958-1959) et une saison (1959-1960) en division d'honneur.

### Des années 1980 à nos jours
Les années 1980 constitue un virage pour le club qui devient semi professionnel et permet à l'équipe de se maintenir quatorze années de suite en division nationale, un fait sans précédent. Au cours de la saison 1984-1985, l'attaquant Nebil Kalboussi est classé deuxième buteur de la Ligue I à égalité avec Tarak Dhiab de l'Espérance sportive de Tunis et Khaled Touati du Club africain. Au cours de la même saison, l'USM se qualifie pour les quarts de finale de la coupe de Tunisie mais perd à Monastir contre le Club africain (1-0) au cours de la séance de prolongation. La saison 1986-1987 est incontestablement la meilleure année pour le club. Avec huit victoires, huit défaites et dix matchs nuls, l'USM occupe une confortable cinquième place.

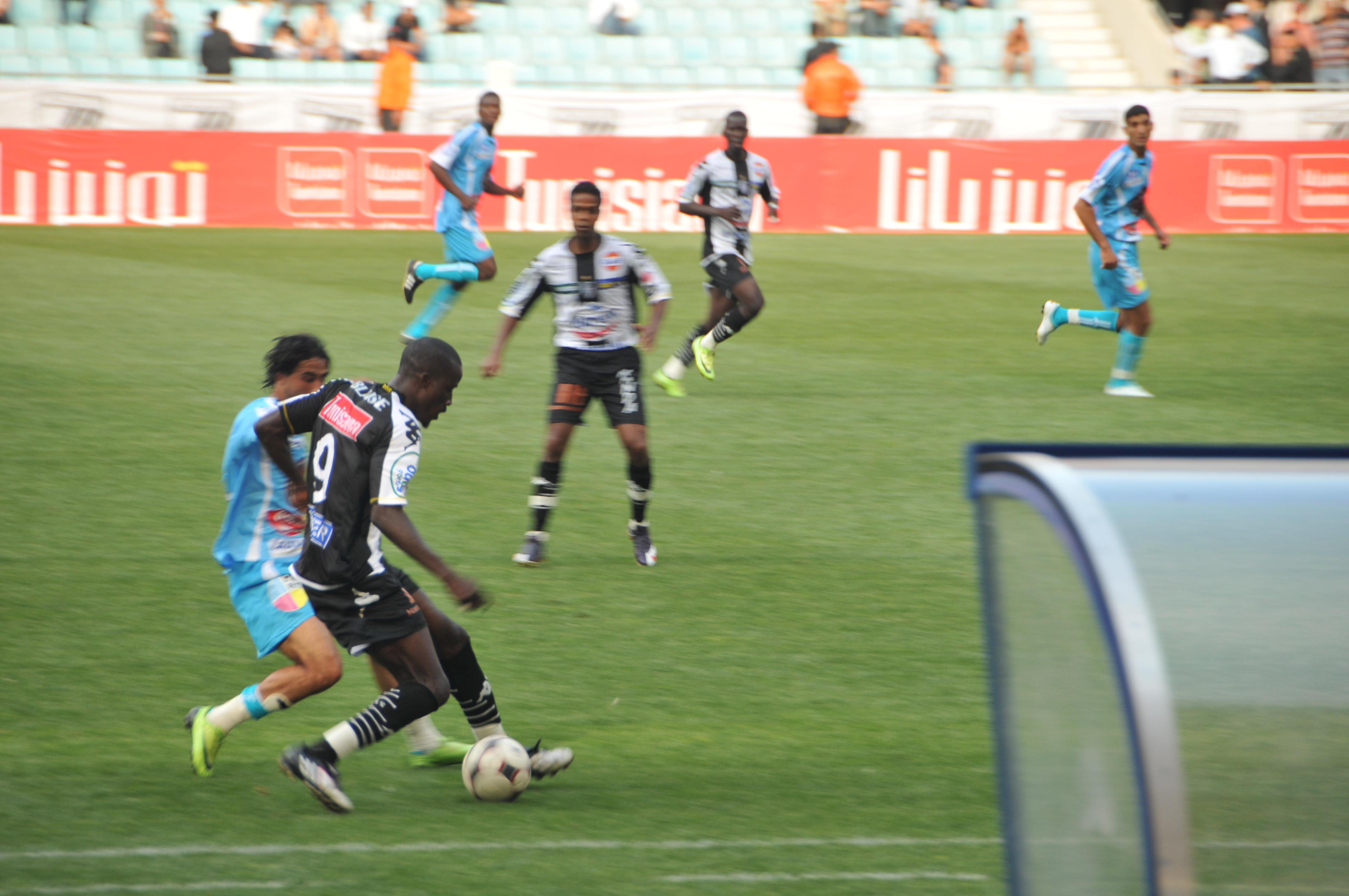
US Monastir contre le Club sportif sfaxien lors de la finale de la coupe de Tunisie 2008-2009.

Cette situation ne dure pas et la saison 1993-1994 s'annonce très difficile sur tous les plans et plus particulièrement matériel. Quatre entraîneurs se succèdent pour venir en aide à une équipe en crise puisque souffrant de plusieurs défaillances. Au cours de la saison 1994-1995, l'équipe se retrouve reléguée en première division C selon la nouvelle organisation de la Fédération tunisienne de football. Au cours de la saison 1995-1996, Habib Allègue prend les rênes de l'équipe qui parvient à s'imposer et à accéder en division d'honneur (poule sud) avant de réintégrer deux saisons plus tard la Ligue I et de se maintenir parmi le groupe play-off au cours de la saison 1998-1999. En juillet 2006, Néji Stambouli succède à Zouhair Chaouch, en place depuis six ans, à la tête du club.
Le 3 mai 2009, après une victoire contre l'Espérance sportive de Tunis au Stade olympique d'El Menzah, sur le score de trois buts à deux, le club se qualifie pour la première finale de coupe de Tunisie de son histoire : elle l'oppose au Club sportif sfaxien, le 24 mai au stade du 7-Novembre de Radès, et s'achève sur un score de 1 à 0 pour les Sfaxiens.
À la fin de la saison 2009-2010, le club est relégué en Ligue II. À la fin de la saison 2019-2020, il sécurise la troisième place du championnat de Tunisie pour la première fois de son histoire, ce qui lui garantit une première participation au niveau africain. Il remporte également la coupe de Tunisie contre l'Espérance sportive de Tunis (2-0) grâce aux buts de Elyess Jelassi et Yassine El Amri.

### Génération dorée (depuis 2019)
Au début de la saison 2019, l'US Monastir signe un contrat avec l'entraîneur Lassaad Chabbi. Au cours de la saison 2019-2020, l'équipe décroche la troisième place du championnat national, ce qui lui permet de se qualifier pour la première compétition continentale de son histoire, la coupe de la confédération. En coupe de Tunisie, rebaptisée coupe Habib-Bourguiba en l'honneur du 20e anniversaire de sa mort, l'USM remporte la compétition pour la première fois de son histoire, en battant l'Espérance sportive de Tunis (2-0) en finale. Après la démission de Chabbi, Afouène Gharbi prend les rênes de l'équipe, la menant à la dixième place. Le club engage ensuite Mourad Okbi, qui mène l'équipe à son deuxième titre, la Supercoupe de Tunisie 2019-2020.

## Écusson

Logo actuel.
Logo du centenaire.

### Résultats
| Année     | Président                      | Entraîneur                                    | Championnat | Championnat                               | Championnat | Championnat | Championnat | Championnat | Championnat | Championnat | Coupe de Tunisie        | Coupe de Tunisie | Coupe de Tunisie | Coupe de Tunisie | Coupe de Tunisie | Coupe de Tunisie | Coupe de Tunisie |
| --------- | ------------------------------ | --------------------------------------------- | ----------- | ----------------------------------------- | ----------- | ----------- | ----------- | ----------- | ----------- | ----------- | ----------------------- | ---------------- | ---------------- | ---------------- | ---------------- | ---------------- | ---------------- |
| Année     | Président                      | Entraîneur                                    | Nom         | Résultat                                  | J           | G           | N           | P           | Bp          | Bc          | Résultat                | J                | G                | N                | P                | Bp               | Bc               |
| 1998-1999 | Zouhair Chaouch                | Lotfi Benzarti                                | LP1         | 7e                                        | 28          | 6           | 14          | 8           | 44          | 41          |                         |                  |                  |                  |                  |                  |                  |
| 1999-2000 | Ali Benzarti                   | Mokhtar Tlili                                 | LP1         | 8e                                        | 22          | 6           | 5           | 11          | 20          | 40          | 1/8 de finale           | 2                | 1                | 0                | 1                | 6                | 3                |
| 2000-2001 | Ali Benzarti                   | Ali Fergani                                   | LP1         | 7e                                        | 22          | 7           | 6           | 9           | 26          | 28          | 1/8 de finale           | 2                | 1                | 0                | 1                | 2                | 5                |
| 2001-2002 | Ali Benzarti                   | Lotfi Benzarti                                | LP1         | 10e                                       | 22          | 5           | 8           | 9           | 22          | 20          | Pas de coupe de Tunisie |                  |                  |                  |                  |                  |                  |
| 2002-2003 | Zouhair Chaouch                | Lotfi Benzarti                                | LP1         | 6e                                        | 22          | 6           | 11          | 5           | 23          | 21          | 1/2 finale              | 4                | 2                | 1                | 1                | 5                | 1                |
| 2003-2004 | Zouhair Chaouch                | Lotfi Benzarti                                | LP1         | 9e                                        | 22          | 6           | 5           | 11          | 22          | 29          | 1/4 de finale           | 2                | 1                | 0                | 1                | 1                | 1                |
| 2004-2005 | Zouhair Chaouch                | Lotfi Rhim (fi)                               | LP1         | 8e                                        | 26          | 6           | 11          | 9           | 27          | 30          | 1/16e de finale         | 2                | 1                | 0                | 1                | 2                | 1                |
| 2005-2006 | Zouhair Chaouch                | Faouzi Benzarti                               | LP1         | 5e                                        | 26          | 11          | 8           | 7           | 22          | 20          | 1/16 de finale          | 2                | 1                | 0                | 1                | 3                | 2                |
| 2006-2007 | Néji Stambouli                 | Samir Jouili                                  | LP1         | 4e                                        | 26          | 13          | 8           | 5           | 34          | 24          | 1/2 finale              | 4                | 3                | 0                | 1                | 7                | 3                |
| 2007-2008 | Néji Stambouli                 | Lotfi Rhim (fi)                               | LP1         | 4e                                        | 26          | 10          | 6           | 10          | 27          | 32          | 1/8 de finale           | 2                | 1                | 1                | 0                | 5                | 1                |
| 2008-2009 | Frej Meddeb                    | Lotfi Rhim (fi)                               | LP1         | 5e                                        | 26          | 9           | 8           | 9           | 23          | 24          | Finale                  | 5                | 4                | 0                | 1                | 12               | 5                |
| 2009-2010 | Riadh Bhouri                   | Lotfi Rhim (fi)                               | LP1         | 14e - Descente                            | 26          | 5           | 11          | 10          | 25          | 30          | 1/4 de finale           | 3                | 1                | 1                | 1                | 7                | 7                |
| 2010-2011 | Hédi Benzarti                  | Fayçal Zidi                                   | LP2         | 1er - Montée                              | 26          | 14          | 9           | 3           | 36          | 20          | 1/4 de finale           | 3                | 1                | 1                | 1                | 3                | 4                |
| 2011-2012 | Ahmed Belli                    | Chiheb Ellili                                 | LP1         | 7e                                        | 30          | 7           | 15          | 8           | 31          | 34          | 1/16 de finale          | 1                | 0                | 1                | 0                | 0                | 0                |
| 2012-2013 | Ahmed Belli                    | Oussama Melliti                               | LP1         | 5e                                        | 15          | 6           | 6           | 3           | 18          | 12          | 1/4 de finale           | 3                | 2                | 1                | 0                | 8                | 1                |
| 2013-2014 | Ahmed Belli                    | Mourad Okbi                                   | LP1         | 10e                                       | 30          | 9           | 7           | 14          | 28          | 32          | 1/4 de finale           | 3                | 1                | 1                | 1                | 4                | 3                |
| 2014-2015 | Salem Harzallah puis Ali Mzali | Mourad Okbi                                   | LP1         | 14e - Descente                            | 30          | 3           | 16          | 21          | 23          | 56          | 1/16 de finale          | 1                | 0                | 0                | 1                | 4                | 1                |
| 2015-2016 | Hamed Znaiti                   | Lotfi Kadri                                   | LP2         | 1er - Phase de poule 5e - Play-off        | 28          | 14          | 3           | 11          | 40          | 32          | 1er tour (Ligue 2)      | 1                | 0                | 1                | 0                | 0                | 0                |
| 2016-2017 | Ahmed Belli                    | Lotfi Rhim (fi)                               | LP2         | 1er - Phase de poule 2e - Play-off Montée | 28          | 17          | 7           | 4           | 46          | 20          | 1er tour (Ligue 2)      | 1                | 0                | 0                | 1                | 0                | 1                |
| 2017-2018 | Ahmed Belli                    | Skander Kasri + Tarek Hadhiri                 | LP1         | 6e                                        | 26          | 9           | 9           | 8           | 25          | 22          | 1/8 de finale           | 2                | 1                | 0                | 1                | 3                | 3                |
| 2018-2019 | Ahmed Belli                    | Lotfi Rhim (fi) + Kamel Kolsi + Lassaad Dridi | LP1         | 7e                                        | 26          | 8           | 7           | 11          | 30          | 30          | 1/4 de finale           | 3                | 1                | 1                | 1                | 4                | 5                |
| 2019-2020 | Ahmed Belli                    | Lassaad Chabbi                                | LP1         | 3e                                        | 26          | 12          | 8           | 5           | 36          | 19          | Vainqueur               | 5                | 5                | 0                | 0                | 6                | 2                |
| 2020-2021 | Ahmed Belli                    | Lassaad Chabbi                                | LP1         | 10e                                       | 26          | 8           | 7           | 11          | 28          | 29          | 1/2 finale              | 4                | 3                | 1                | 0                | 8                | 3                |
| 2021-2022 | Ahmed Belli                    | Faouzi Benzarti                               | LP1         | 2e - Phase de poule 2e - Play-off         | 24          | 12          | 7           | 5           | 24          | 14          | 1/8 de finale           | 2                | 1                | 0                | 1                | 3                | 3                |

## Palmarès
- Coupe de Tunisie (1)
  - Vainqueur : 2020
  - Finaliste : 2009
- Supercoupe de Tunisie (1)
  - Vainqueur : 2020
- Championnat de Tunisie D2 (4)
  - Champion : 1976 (Sud), 1980 (Sud), 1998 et 2011

## Personnalités

### Présidents
Le premier président du club est le Français Joseph Kalfati, suivi de quatre autres Français : Peteche, Georges Rambi, Renaud et Fenech, alors que le premier président tunisien est Mohamed Salah Sayadi qui prend la tête du club en 1929. Un autre président tunisien, Salem B'chir, accède à la présidence en 1953. On lui doit d'avoir instauré une discipline sportive et d'avoir mis fin au laxisme de certains joueurs.
- 1955-1956 : Béchir Charnine
- 1956-1962 : Mohamed Salah Chedly
- 1962-1963 : Mahmoud Chaouche
- 1963-1980 : Allala Laouiti[6]
- 1980-1981 : Mohamed El May
- 1981-1982 : Abdelwahab Abdallah
- 1982-1983 : Hédi Benzarti
- 1983-1985 : Moncef Skhiri
- 1985-1988 : Naceur Ktari
- 1988-1990 : Hédi Benzarti
- 1990-1992 : Slaheddine Ferchiou
- 1992-1993 : Naceur Ktari
- 1993-1994 : Abdelkader Aguir
- 1994-1995 : Mohamed El May puis Naceur Skandrani
- 1995-1996 : Habib Allègue
- 1996-1999 : Zouhair Chaouche
- 1999-2002 : Ali Benzarti
- 2002-2006 : Zouhair Chaouche
- 2006-2008 : Néji Stambouli
- 2008-2009 : Frej Meddeb
- 2009-2010 : Zouhair Chaouche puis Riadh Bhouri
- 2010-2011 : Hédi Benzarti
- 2011-2014 : Ahmed Belli[7]
- 2014-2015 : Salem Harzallah puis Ali Mzali
- 2015-2016 : Hamed Zenaiti
- 2016-202.. : Ahmed Belli[8]

### Entraîneurs
| Saison    | Division     | Entraîneur                                                               |
| --------- | ------------ | ------------------------------------------------------------------------ |
| 1957-1958 | 3e division  | Hassouna Denguezli                                                       |
| 1958-1959 | 3e division  | Slaïem Belhaj Ali                                                        |
| 1959-1961 | 2e division  | Mokhtar Ben Nacef                                                        |
| 1961-1962 | 1re division | Rudi Gutendorf                                                           |
| 1962-1964 | 1re division | Ahmed Benfoul                                                            |
| 1964-1966 | 2e division  | Ferenc Locsey                                                            |
| 1966-1967 | 1re division | Ferenc Locsey                                                            |
| 1967-1968 | 1re division | Ameur Hizem                                                              |
| 1968-1969 | 1re division | Ameur Hizem + Mustapha Jouili                                            |
| 1969-1971 | 1re division | Miodrag Djorgevic                                                        |
| 1971-1973 | 1re division | Hamadi Hnia                                                              |
| 1973-1974 | 2e division  | Khemais Chkir                                                            |
| 1974-1975 | 2e division  | Mustapha Jouili                                                          |
| 1975-1976 | 2e division  | Kamel Benzarti                                                           |
| 1976-1978 | 1re division | Ameur Hizem                                                              |
| 1978-1979 | 2e division  | Hedhili Ammar + Ahmed Chkir et Zouhaier Jaafar + Todor[Qui ?]            |
| 1979-1980 | 2e division  | Faouzi Benzarti                                                          |
| 1980-1981 | 1re division | Faouzi Benzarti + Ridha El May                                           |
| 1981-1982 | 1re division | Faouzi Benzarti                                                          |
| 1982-1983 | 1re division | Dieter Schulte (de)                                                      |
| 1983-1984 | 1re division | Radojica Radojičić + Ameur Hizem                                         |
| 1984-1985 | 1re division | Abdelhamid Zouba + Lotfi Benzarti                                        |
| 1985-1986 | 1re division | Lotfi Benzarti                                                           |
| 1986-1987 | 1re division | Manfred Höner                                                            |
| 1987-1988 | 1re division | Ameur Dhib                                                               |
| 1988-1989 | 1re division | Gerhard Wolfgang                                                         |
| 1989-1990 | 1re division | Jean-Pierre Brucato + Dominique Bathenay + Nouri Besbes + Salah Guediche |
| 1990-1991 | 1re division | Manfred Höner + Alexandre Chteline                                       |
| 1991-1992 | 1re division | Alexandre Chteline + Ridha El May + Faouzi Benzarti                      |
| 1992-1993 | 1re division | Bouzid Cheniti                                                           |
| 1993-1994 | 1re division | Ameur Hizem + Lotfi Rhim (fi) + Hédi Kouni + Kamel Chebli                |
| 1994-1995 | 2e division  | Ridha El May + Zouhaier Jaafar                                           |
| 1995-1996 | Division 3   | Salah Guediche                                                           |
| 1996-1997 | Division 2   | Jean-Yves Chay + Youssef Soriati                                         |
| 1997-1998 | Division 2   | Lotfi Benzarti                                                           |
| 1998-1999 | Division 1   | Lotfi Benzarti                                                           |
| 1999-2000 | Division 1   | Habib Mejri + Léon Semmeling + Mokhtar Tlili                             |
| 2000-2001 | Division 1   | Ali Fergani                                                              |
| 2001-2004 | Division 1   | Lotfi Benzarti                                                           |
| 2004-2005 | Ligue 1      | Lotfi Rhim (fi)                                                          |
| 2005-2006 | Ligue 1      | Faouzi Benzarti                                                          |
| 2006-2007 | Ligue 1      | Kais Yaâkoubi + Samir Jouili                                             |
| 2007-2008 | Ligue 1      | Antoine Hey (en) + Lotfi Rhim (fi)                                       |
| 2008-2009 | Ligue 1      | Lotfi Rhim (fi)                                                          |
| 2009-2010 | Ligue 1      | Samir Jouili + Henri Depireux + Lotfi Rhim (fi)                          |
| 2010-2011 | Ligue 2      | Jalel Kadri + Faycal Ezzidi                                              |
| 2011-2012 | Ligue 1      | Rachid Belhout + Dragan Cvetkovic + Chiheb Ellili                        |
| 2012-2013 | Ligue 1      | Chiheb Ellili + Oussama Melliti                                          |
| 2013-2014 | Ligue 1      | Lotfi Benzarti + Oussama Melliti + Faouzi Benzarti + Mourad Okbi         |
| 2014-2015 | Ligue 1      | Mourad Okbi + Mohamed Ameur Hizem + Lotfi Rhim (fi) + Samir Jouili       |
| 2015      | Ligue 2      | Samir Jouili                                                             |
| 2015-     | Ligue 2      | Lotfi Kadri                                                              |
| 2016-2017 | Ligue 2      | Lotfi Rhim (fi)                                                          |
| 2017-2018 | Ligue 1      | Skander Kasri + Tarek Hadhiri                                            |
| 2018-2019 | Ligue 1      | Lotfi Rhim (fi) + Kamel Kolsi + Lassaad Dridi                            |
| 2019-2021 | Ligue 1      | Lassaad Chabbi                                                           |
| 2021-2022 | Ligue 1      | Faouzi Benzarti                                                          |
| 2022-2023 | Ligue 1      | Darko Novic + Imed Ben Younes                                            |
| 2023-2024 | Ligue 1      | Mohamed Kouki (en) + Lassaad Chabbi                                      |
| 2024-2025 | Ligue 1      | Mohamed Sahli + Faouzi Benzarti                                          |

### Anciens joueurs
- Tarak Achour
- Jerry Adriano
- Moez Alaya
- Faouzi Benzarti
- Lotfi Benzarti
- Aymen Ben Fadhel
- Mustapha Ben Hasen
- Chokri Ben Jannet
- Younes Ben Jannet
- Radhouene Ben Ouannes
- Nouri Besbes
- Mohammed Reda Benatiya
- Fraj Bnouni
- Abdelkader Bouzgarrou
- Mouhamed Bouzgarrou
- Habib Dhouyeb
- Hichem Essifi
- Moncef Ghandri
- Salah Guediche
- Ameur Hizem
- Mohamed Ameur Hizem
- Nouri Hlila
- Mehrez Hosni
- Ahmed Jawachi
- Larry Santon
- Habib Jaziri
- Ridha Jaziri
- Mohamed Jdidi
- Mohamed Hédi Jdidi
- Othman Kallala
- Walid Lansari
- Mohamed Naceur Laouiti
- Helmi Loussaief
- Saif Basli
- Akrem Maâtouk
- Kaïs Makhlouf
- Moncef Marzouk
- Mehdi Meriah
- Dieubéni M'Feyo
- Jawhar Mnari
- Mejdi Mosrati
- Salah Mzali
- Adel Nefzi
- Fernando Neves
- Salah Rokbani
- Moncef Skhiri
- Moncef Tabka
- Hédi Gdouda
- Hamadi Trimèche
- Hamza Younes
- Malik Zorgane
- Khaled Zrafi